# Adam (évêque de Saint-Brieuc)
Pour les articles homonymes, voir Adam (homonymie).
Adam ou Adam de Saint-Brieuc  est le premier  évêque de Saint-Brieuc mentionné par la documentation
dont l'épiscopat se situe entre 1032 à 1079 

## Contexte
Adma est le premier évêque de Saint-Brieuc historiquement attesté il assiste à la fondation de l'abbaye Saint-Georges de Rennes par le duc Alain III de Bretagne à laquelle il souscrit « Adam episcopus Sancti Brioci » 
Selon Augustin du Paz il aurait assisté dans sa cathédrale, aux obsèques du comte Éon Ier de Penthièvre au début de 1079 et il a comme successeur un certain Hamon.

## Sources
- (la) Jean-Barthélemy Hauréau, Gallia Christiana, vol. XIV Provincia Turonensi, Paris, Firmin-Didot, 1856, p. 1085-1092Ecclesia Briocensis I. Adamus.
- Charles Guimart Histoire des évêques de Saint Brieuc p. 19-20
- Augustin du Paz Histoire généalogique Catalogue des évêques de Saint-Brieuc